# Station Pornic
Station Pornic is een spoorwegstation in de Franse gemeente Pornic. Het station is de terminus van de eensporige spoorwegverbinding tussen Sainte-Pazanne en Pornic en speelde sinds de aanleg van de spoorweg in 1875 een belangrijke rol in de toeristische ontsluiting van Pornic als badplaats.
De SNCF levert een treinverbinding met Nantes als onderdeel van de TER Pays de la Loire.